# Martin Zeno
Martin Zeno, né le 15 novembre 1985, à Sulphur, en Louisiane, est un joueur américain de basket-ball. Il évolue au poste d'arrière.

## Palmarès
- Champion de Roumanie 2016
- MVP des Finales du championnat de Roumanie 2016
- MVP étranger du championnat de Finlande 2013